# ジョジョの奇妙な冒険 無限の王
『ジョジョの奇妙な冒険 無限の王』（ジョジョのきみょうなぼうけん むげんのおう）は、2024年4月18日に集英社から発売された真藤順丈の小説。荒木飛呂彦による漫画『ジョジョの奇妙な冒険』シリーズのスピンオフ作品である。

## 概要・制作背景
本作は、原作Part2に登場したリサリサを主人公に、原作Part3以降に登場する超能力・スタンドの起源をめぐる物語を描く。『JOJO magazine 2022 SPRING』から『JOJO magazine 2023 WINTER』まで3回にわたり掲載された。掲載時のタイトルは『無限の王 rey infinito（レイ・インフィニト）』。
真藤が執筆のオファーを受け取ったのは、本作が初掲載された『JOJO magazine 2022 SPRING』発行のおよそ2年前である。真藤は当時連載が立て込んでいたが、「断る理由がない」と即座に思い、その場でオファーを承諾したという。
本作は『ジョジョの奇妙な冒険』の時代や舞台を横断するサーガ的な面白さを再構築するべく、歴史小説のアプローチで描かれている。真藤は原作本編で描かれたものとは別の「弓と矢」にまつわる話を最初に構想し、舞台としては自身がラテンアメリカ文学が好きな事や、本編との親和性の高さからグアテマラやペルーをはじめとした中南米を選んだ。
本作では「スタンド」が大きなテーマとなっており、真藤は「ジョジョを書くなら〈スタンド〉は避けては通れない」と、その本質の一端に触れたいと考えていたという。作中にはオリジナルのスタンドが多数登場するが、真藤は編集部に「スタンドはどのぐらい出していいんですか?」と聞いたところ、「いくらでもどうぞ」という答えが返ってきたと明かしている。
リサリサを主人公に据えた理由は、Part3以前の「スタンド」という言葉がない時代に「スタンド」の話を描くにあたって、激動の時代にも揺るぎない存在感があり、かつ変革や革命といったものにも対応出来るのではないかと考えによる。なお、当初は物語の前面に出てくるのではなく、映画「007」シリーズのMのような後列の指揮官という立ち位置を想定していたとのこと。

## あらすじ
第1章 アンティグアの怪物と嵐の孤児
舞台は1973年、グアテマラ。
キリスト教の復活祭に先駆け催しが開かれている古都・アンティグアでは、「見えない銃弾」による連続殺人事件が発生していた。スピードワゴン財団は、J・D・エルナンデスを団長とした調査団を派遣し、事件の調査に乗り出す。調査団は現地で雇い入れたオクタビオ・ルナ・カンとホアキン・ルイス=ホルーダ、そして駆け付けた顧問のリサリサの協力もあって犯人の男を拘束する。男は、波紋とは異なる新たな能力「驚異の力（ラ・マラビジャス）」を発現させる「矢」に射抜かれていた。事件の後も調査を続けた一行は、その「矢」を所有するのが、中南米で活動する密入国請負屋の首領であることを突き止める。
第2章 サン・フアン・デ・ルリガンチョの悪霊
舞台は1974年、ペルー。
調査団一行は、密入国請負屋をはじめとする数々の犯罪組織を束ねる首領ことフェルナンド・アルホーンの調査を続け、その男がペルーの首都郊外で活動を始めたことを確認する。同時に、財団の調査員2人が消息を絶ったことも明らかになり、一行は両者の行方を捜す。調査を続けたオクタビオは、リマ郊外のスラム街で暴漢たちに襲われるも、アルホーンと繋がりがあると見抜き自らをアジトへ連れて行くよう仕向け、連れ去られる。また状況を理解したホアキンも後を追って単身アジトへ向かう。アジトへの侵入に成功したホアキンは、そこで消息を絶っていた財団調査員の1人であるサーシャ・ロギンズを発見する。状況を共有した2人はオクタビオとも合流し、アジトからの脱出を図る。オクタビオらを追ってアジトへ到着したリサリサ一行も加わり、アルホーンの部下たちを退けるも、アルホーンはオクタビオとホアキンを「矢」で射抜き逃走する。これによって、ホアキンはラ・マラビジャスを発現させたがその異様な能力に苛まされ、選ばれなかったオクタビオは一命をとりとめたものの左足を失い無気力な有様になってしまう。失意の2人は、財団に告げず何処かへと去って行く。
第3章 最後の旅
時は流れ、舞台は1986年、ブラジル。
財団は消息を絶ったアルホーンの足取りを調査し続け、その過程でブラジル・アマゾンの奥地に明けない「夜」が支配する土地があることを突き止め、アルホーンが関係していると睨む。またリサリサはとある人物と接触し、「矢」によってラ・マラビジャスを発現させることに成功する。準備を整えた調査団一行は土地へ乗り込み、組織のボスと接触を図るが、そこにいたのは財団から去ったホアキンとオクタビオ、そして首から上だけになりながらも辛うじて生命を維持したアルホーンであった。2人は12年の間にアマゾンで巨大な犯罪組織を作り上げ、またアルホーンと「矢」をも手中に収めていた。衝撃の事実を突きつけられた一行は動揺し、2人の説得を試みるがオクタビオはそれを拒否、組織ごと全員を葬り去る決断を下す。ホアキンの無限の王によって産み出された超生物が支配する中、リサリサは2人と対峙する。その中でリサリサは、オクタビオとホアキンの関係や、オクタビオのそれまでの言動を鑑み、オクタビオは生まれながらのラ・マラビジャスの使い手であり、ホアキンはオクタビオが能力によって生み出した存在であるという結論に辿り着く。自身の正体を知ったホアキンは動揺しながらも、最期は自らの意志でオクタビオと運命を共にすることを選んだ。リサリサは自身に発現したラ・マラビジャスを用いて2人との戦いに決着を付け、遂に長い「夜」は明けた。
エピローグ
アマゾンでの戦いの中で疫病に感染していたリサリサは、一命は取り留めたものの高齢者の療養施設で過ごしていた。息子のジョセフ・ジョースターが見舞いに訪れ話をする中で、ジョセフからラ・マラビジャスのことを何と呼ぶべきか尋ねられたリサリサは、考えた末に「友達」と答えた。ジョセフはリサリサと別れた後そのまま日本へと向かい、「友達」という言葉にヒントを得て、やがてラ・マラビジャスのことを「幽波紋（スタンド）」と名付ける。
リサリサはジョセフを見送ったのち、療養施設で安らかに息を引き取る。

## 登場人物

### 原作からの登場人物
リサリサ
本作の語り手で、原作Part2に登場する波紋戦士。本名はエリザベス・ジョースター、旧姓はグリーンバーグ。長い白髪をしており、波紋によるアンチ・エイジングを意識するのはやめているが、エネルギーに満ちた、高貴な雰囲気を漂わせる。長年特別顧問としてスピードワゴン財団に関わり、物語開始の数年前には超常現象部門のトップに就任している。財団の顧問に就任して以降、ラ・マラビジャスの調査を続けており、その力を引き出す「矢」の全てを財団の管理下に置くために動いてきた。
アンティグアでは連続殺人事件を起こしていたファビオと交戦し、制圧する。その能力を引き出した「矢」を探す過程で、オクタビオらの協力もあり、請負屋の首領・アルホーンという人物が所有していることを突き止め、その所有する全ての「矢」を回収することを目指す。ペルーでオクタビオが連れ去られた際は、後を追ってアルホーンのアジトに駆け付け、サーシャと合流し共にドス・サントスを撃破する。
オクタビオとホアキンが失踪した後も、財団としてアルホーンやラ・マラビジャスの調査を続け、2人のことも気にかけていた。アマゾン奥地での「夜」の情報を得た後、それと対峙する前にピスコのもとを訪れ、能力の暴走から彼を救い、その能力で「矢」を作らせて自身を射抜きラ・マラビジャスを発現させる。そうして準備を整えアマゾンへと向かい、そこでオクタビオ、ホアキンと思いがけない形での再会を果たす。2人との交渉が決裂した後は、ザ・ハウス・オブ・アースに波紋を乗せて超生物を倒していき、最後は2人にヤワヤワラッシュを浴びせ、遂に決着をつけた。
アマゾンで戦闘した際に疫病にり患し、そのまま高齢者の療養施設で過ごすことになる。施設を訪れたジョセフと会話を交わしたのち、静かにその生涯を終える場面で本作は終了する。
千紫万紅の波紋疾走（サウザンド・カラー・オーバードライブ）
リサリサが用いた波紋の技。草花やおがくずなどの植物に波紋を流し、ドーム状の防壁を形成する。
ザ・ハウス・オブ・アース
ピスコの血の祭りで生み出した「矢」によって発現したリサリサの能力。人間女性型のビジョンを持ち、ルビーの様な輝きと硬度を備え、胸部には太陽と月の模様が象られる。
ビジョンの口から息を吸い込み、それを吐き出すことで風を起こす。風速は最大35mほど。吹き起こす風は高温の熱を帯び、さらに地表から巻き上げる多量の超電導粒子を含む、太陽風に極めて近い性質となる。故にこの風に波紋を伝導させ、媒介物なしで対象に波紋を流すという行為が可能となった。また近距離パワー型の特徴を持ち、ラッシュも行う。ラッシュ時の掛け声は「ヤワヤワヤワヤワ」。
ジョセフ・ジョースター
原作Part2の主人公にして、リサリサの息子。エピローグにて登場し、ストーリーには直接関わらないが財団とは常に連絡を取っており、リサリサのことを気にかけていた。
療養施設で過ごすリサリサと会話を交え、その際のちにラ・マラビジャスに「幽波紋（スタンド）」という名前を付ける着想を得る。その後、日本にいる娘と孫へ会いに行くべく空港へと向かう。

### 本作オリジナルの登場人物

#### 主要人物
J・D・エルナンデス
アンティグアで発生する「見えない銃弾」による連続殺人事件を調査するため派遣された、スピードワゴン財団の調査団団長。リサリサと共に本作の語り手の立ち位置を担う。具体的な容姿や略歴などは作中で描写されておらず、不明。
「見えない銃弾」事件の調査にあたって訪れたグアテマラでは、自らの判断でオクタビオとホアキンを現地協力者として雇い入れ調査を進め、2人の協力もあって犯人を確保する。事件解決後はリサリサに同行し、右腕としてラ・マラビジャスの実態解明やアルホーンの居場所探しなどを進める他、2人の教育係も務める。
オクタビオ・ルナ・カン
事件を調査する為、財団が現地で雇い入れた協力者の一人。筋肉質で長身の青年。年齢は19歳→20歳→32歳。褐色の肌に黒曜石の瞳をしている。アンティグアの修道院が運営する孤児院の出身で、元々神学生であったが、道を外れて路上生活を送っており、裏通りの顔役のような存在。
日々生活していたつまらない世界から抜け出し、違った景色を見ることを望む野心家であり、財団の調査に関わっていく中でラ・マラビジャスに強い興味を抱く。自信に満ち溢れた性格のせいか度々独断で先走った行動をしており、エルナンデスから窘められている。ラ・マラビジャスの使い手たちとの戦いの中で、勘の良さやセンスを見せ活躍していたが、実は生まれながらのラ・マラビジャスの使い手であることが物語終盤で判明する。
父親は物心つく前に戦死し、母親と兄は自動車事故で亡くしている。身寄りがなくなったところを孤児院に引き取られたものの、誰とも打ち解けられずに浮いた存在となっていた。ある夜、孤児院を抜け出していた時にホアキンと出会い、以後行動を共にするようになる（後にホアキンの正体はこのとき自ら作り出した存在であることが判明する）。
アンティグアではホアキンと共に事件の調査を進め、エルナンデスの忠告を無視してファビオと交戦するも蠅の王に太刀打ちできず、リサリサに助けられる。重傷を負って入院した際、訪れたリサリサに財団へ入団したいと直接訴え、ラ・マラビジャスを発現させた人間が他にいないか、ファビオがいつ能力を発現させたかを調査する課題を提示される。調査を進めて訪れた集落でイザヘラに襲撃されるものの、持ち前の運動神経でもって場所を突き止め、確保した。ペルーでは調査を進める中でアルホーンの手下と接触し、自らアジトまで連行させるよう仕向ける。アジトではアルホーン本人と交渉し自らを「矢」で射抜かせようと試みるも失敗し、「矢」を探すうちにサーシャたちと合流する。脱出の途中でドス・サントスの襲撃にあった際は、彼の能力と格闘しながらも攻略の鍵を見つけ、撃破に貢献した。しかし直後、アジトからの逃走を図るアルホーンに「矢」で左腿を狙撃され重傷を負い、財団の治療によって一命はとりとめたものの左足を失う。以降、それまでの活気や自信といったものは見る影もなくなり、気力が失われた全く別人のような状態となってしまう。数日後、ホアキンと共に財団を去る。
財団を去って以降、自身ではなくホアキンが「矢」に選ばれた事実や左足を失った現実を直視できず、失意に満ちた生活を送っていたが、次第に開き直り自暴自棄の様相を呈すようになる。完全に吹っ切れて以降は、ホアキンと共にアマゾン奥地で組織を発展させていき、組織の舵取りを担う冷酷なボスとして頭角を現していく。その過程で左足には義足を装着、またアルホーンと接触を図り戦闘を経て無力化したのちその地盤と「矢」を引き継いでいる。調査団一行が組織のアジトに乗り込み、リサリサらと12年振りの対面を果たした際も、一行の言葉には一切耳を傾けず冷然なボスとして振る舞い、取引できないと判断するとホアキンに命じて無限の王の真の力を引き出させ、一行の抹殺を謀る。リサリサを崖へ追い詰めるが、無限の王が産み出した超生物に足場を崩され共に落下、しかしその場にいたホアキンが咄嗟に掴んだのはオクタビオではなくリサリサの腕だった。オクタビオは自力で体勢を立て直し、なおもリサリサを攻撃しようとするがホアキンに突き飛ばされ、最期はホアキンと共に超生物の中へ落下していった。
名称不明のラ・マラビジャス
オクタビオの能力。「矢」によるものではなく、生まれながらの使い手である。
完全に独立した自我を備えた、血と肉と精神を持つ友達を生み出す能力。使用できるのは恐らく1度きりとみられ、作り出した存在は本体であるオクタビオの意思から逸れすぎることはなく、運命共同体のような関係となる。
ホアキン・ルイス=ホルーダ
オクタビオと同じく、財団が現地で雇い入れた協力者。小柄で琥珀色の瞳をした知性的な青年。年齢は19歳→20歳→32歳。発語に障害があり、身振り手振りで物事を伝える。オクタビオと同じ孤児院の出身で、同じく路上生活を送っていた。オクタビオと出会う前の出自は不明であり謎の多い人物であったが、物語終盤で判明したその正体は、オクタビオのラ・マラビジャスによって生み出された存在である。
優れた記憶力と注意力を持っており、物心がついた時からオクタビオの防波堤のような役割を担ってきた。財団に協力する過程で、次第にオクタビオがラ・マラビジャスの力に魅入られていることには感付いているが、直接注意したり止めるような行動には結び付けられていない。
アンティグアではオクタビオと協力して事件を捜査する。解決後、オクタビオと共に財団へ入団することを望み、2人で協力して調査を行い、アルホーンへとつながるヒントを得る。ペルーでオクタビオが連れ去れらた際はいち早くアジトまで単身で駆け付け、負傷しながらもエクエ・ヤンバ・Oを攻略し、サーシャや捕虜たちと合流し脱出を図る。道中では脱出を阻まんとするドス・サントスと戦い、仲間と協力してこれを退けるも、直後アルホーンにオクタビオごと「矢」で射抜かれ気を失う。その後病室で目覚めるが、オクタビオとは異なり自身の力で回復したこと、目覚めてから自身の周りに異様な現象が起こっていることなどを鑑み、ラ・マラビジャスに覚醒したと気付いたホアキンはオクタビオと共に財団を去る決断をする。
財団を離れた後は人がいないところを目指し、アマゾン川を上って奥地へと向かって行った。やがてそこでコカの葉を栽培しているコミューンの守護者としての役割を務めるようになる。当初は、変わってしまったオクタビオを見て、何故こうなってしまったのかと葛藤を抱えていたが、オクタビオまでとはいかずとも次第にそれを捨て去っていき、組織も目覚ましい勢いで発展させていった。調査団と対峙した際は多少寛容な姿勢を見せるも、オクタビオに半ば強制させられる形で無限の王を発動し、一帯を壊滅させリサリサらも追い込んでゆく。しかし、リサリサがホアキンの正体を見抜きその事実を突きつけた際、動揺するも同時に初めてオクタビオに対し明確な反発心を芽生えさせる。2人で1つだと主張するオクタビオと、ホアキンはホアキンだと主張するリサリサとの間で板挟みになるが、崖が崩れて落下しそうになったオクタビオとリサリサのうち、咄嗟にリサリサの腕を掴み助けた。そして体勢を立て直して再びリサリサを襲おうとしたオクタビオを、今度は明確に自分の意志で突き飛ばした。しかし最期は、オクタビオを庇う形でザ・ハウス・オブ・アースのラッシュを浴び、2人で無限の王が産み出した超生物の中へと落下、その運命を共にすることを選んだ。
無限の王（エル・アレフ）
アルホーンに「矢」で射抜かれて発現したホアキンの能力。
ホアキンが覚醒している間、現実の時間に関わらずホアキンの周囲を「夜」にする。この状態では、実際の夜の様に気温が低下したり、植物がしおれる、枯れるといった現象が発生し、長期的には周囲の環境・生態系を変化させていく。この「夜」が発動すると周囲の人間は体内時計を狂わされ、睡魔に襲われる、疲れが取れないといった症状に苛まされるなど、活動量の低下を余儀なくされる。これによって交通事故を誘発したり、うつ病を悪化させ自殺をおこさせるといった事態も起こり、ホアキンは財団を去らざるをえなかった。
しかしその真の能力は、「夜」の中からこの世界に存在しない未知の生命体を産み出すことである。無限の王が産み出した生命体は、「夜」の中で動く完全な盲目であり、大きさは人間ほどのものから極大のものまで様々だが、1つとして同じ個体は存在しない。生命体自体は実体であるため、ラ・マラビジャスが発現していない人間にも見たり触れたりすることが可能。生物として自我は無く思考もしないが、ただ一つ食欲のみが旺盛であり、盲目故触れたものをえり好みせず、敵も味方も、人体かラ・マラビジャスかも問わず片っ端から捕食していく。その様相の恐ろしさは、アルホーンをして「この世界に存在していいわけがない」と言わしめた。

#### アルホーンとその関係者
フェルナンド・アルホーン
中南米で暗躍する密入国の請負屋の首領。年齢は49歳→61歳。ラ・マラビジャスを発現させる「矢」を所有する。彫りの深い顔立ちで翠色の瞳をしており、腕や首、胸元などには多くの刺青がある。
幼少期から「喜び」を感じない性格で、家族や友人を含め周囲の人間が「動く死体」にしか見えていない。激しい欲望や悪意といったものは存在せず、自身を「巨大な空洞」だとしている。一方で対外的には気さくで弁が立ち、哲学書を読むなど知能が高い一面も持つ。ラ・マラビジャスに強い関心を持っており、見ず知らずの人間を矢で射抜いては能力を発現させるかどうか確かめる実験を繰り返している。
石油と鉱石の採掘業で財産を築いた一家の三男に生まれ、17歳の時に父親を亡くす。その後国軍に入隊し、エクアドルとの国境紛争を経験する。停戦後に除隊となった後は、日雇い労働で生活しながら中南米を転々とし、その過程で麻薬の密輸や密入国請負屋に顔を利かせるようになった。また地質調査のガイド役を通じて「矢」の存在を知り、詳細な経路は不明ながらこれを入手している。
1974年、数十年ぶりに故郷のペルーに戻ってきたアルホーンは、首都郊外に新しく拠点を築き、「矢」によってラ・マラビジャスを発現させた人間を集めて自らの組織を構築すべく活動を始める。自らを探っていたサーシャとグスターヴをはじめ多くの捕虜をアジトへ連行しては「矢」で射抜いており、多数の犠牲者を出しながらラ・マラビジャスの実験を進める。手下がオクタビオをアジトへ連れて来た際に相まみえるも、その場で「矢」で射抜くことはせずあしらった。その後ドス・サントスが倒されアジトも壊滅するが、逃走する直前オクタビオとホアキンを「矢」で狙撃し、そのまま行方をくらませる。
逃亡中も多くの内紛や事件の裏で暗躍し、その間に財団も2度接触したが結局捕らえることは出来ず、その後は足取りすら全く掴めなくなっていた。しかし行方知れずになる直前、実はオクタビオとホアキンが商談を装いサルヴァドールを訪れ、そこにある武器密造工場でアルホーンとの戦闘を繰り広げていた。戦闘でアルホーンは2人に後れを取り、更には無限の王が産み出した超生物に食い殺されそうになるが、すんでの所で自身の首を切断し右頬骨と心臓を入れ替え、生命を維持することに成功する。以降、首から上だけになりながらもセルバ・カルテルのもとで生きながらえ、調査団一行の前では見せしめの様にその首を晒された。その後カルテルが無限の王による超生物で喰い尽くされていくのを狂乱しながら見届け、自身も同じく捕食されたとみられる。
闇の奥（エル・コラソン・デ・ラス・ティニエブラス）
アルホーンの能力。英名はハート・オブ・ダークネス。アルホーンは略して「エル・コラソン」と呼称する。「古代インカ帝国の戦士」のようなビジョンを持ち、湾曲した角付きの仮面や体格の良い胴体などが特徴。
ビジョンの拳で殴った物体の中身の配置を入れ替えることが出来る。入れ替えることが出来る対象は人体や銃器などアルホーンが構造を熟知しているものに限られ、かつ内部のどの部分とどの部分を入れ替えるかは本人の意思で決めることは出来ない（アルホーン曰く、熟練の度合いが増すにつれて次第に狙った通りの入れ替えが出来るようになってはいる）。それ故、寸法や量を一切無視した入れ替えが起こることが多く、入れ替えと同時に破壊や変形が起こる。またパワーとスピードに優れ、接近戦で強さを発揮する。
ドス・サントス
恵まれた体格の寡黙な男。アルホーンに「矢」で射抜かれラ・マラビジャスを発現させており、彼の側近的立ち位置を担う。家族はいたが縁を切っている（なお、ペルーに戻ってきたアルホーンが実験目的で「矢」で射抜き全員殺害している）。
アジトからの脱出を試みるサーシャたちの前に立ちふさがり、限界まで追い込んでその能力を開花させるべく一行に襲い掛かる。植物を操る能力によって当初は一行を襲撃しつつ自身は安全な高所から見下ろすなど圧倒していたが、突破口をみつけたオクタビオによって近付かれ肉弾戦に持ち込まれる。そしてオクタビオと格闘している隙をついたサーシャとリサリサに、エル・オブセノ・パハロ・デ・ラ・ノーチェが中継させた紐から波紋を流し込まれ気絶、再起不能になった。
緑の家（ラ・カサ・ヴェルデ）
ドス・サントスの能力。「ひげ根をたくさん生やした根菜類」のようなビジョンを持つ。
地下茎を急速に成長させ、生い茂った植物を操る。成長した植物は森林の様に出現し、対象に巻き付いて締め上げていく形で攻撃していくか、または植物の表面に取り込み、同化させて養分として吸い取る。攻撃するのみならず、ドス・サントスへの攻撃を防ぐ壁になったり、足場としても機能する。植物自体はラ・マラビジャスではないため、能力を発現していない人間にも視認や、刃物などで切断することが出来る。
エクエ・ヤンバ・O（オー）
アルホーンのアジトの南棟を守るラ・マラビジャス。本体は不明。
粘着性のある細い管のヴィジョンを持ち、棟の上層階の外壁に蜘蛛の巣のように張り巡らされている。侵入しようとした人間の身体が管に触れると、触れた部分の身体とエクエ・ヤンバ・O全体が黄緑色に光り出し、「エクエ・ヤンバ・O」と聞こえる警告音を放つ。またその状態になると、管の表面が粘着性を保ったまま有刺鉄線の様に変化し、建物を傾けて侵入者を振るい落とそうとする。

#### スピードワゴン財団の関係者
J・D・エルナンデス
主要人物を参照。
サーシャ・ロギンズ
リサリサ直属の特殊調査官である若い女性で波紋使い。線の細い体つきをしており、右側を刈り上げた不揃いの前髪をしている。南欧出身で、祖父の代からリサリサと深い交流があり、波紋は彼女に指導された。右手にはリサリサのマフラーと同じ素材を編み込んだ組み紐を巻き付けアームグローブのように装着しており、戦闘時は解いて鞭のように使用する戦闘スタイルをとる。任務に忠実で冷静沈着な性格をしており、たびたび先走った行動をとるオクタビオとは馬が合わない。
アルホーンの調査を進める中で捕らえられてアジトで幽閉されており、そこで「矢」に射抜かれてラ・マラビジャスを発現させた。その後単身で乗り込んできたホアキンと協力して生き残った捕虜たちと脱出を試みる。途中、脱出を阻むドス・サントスと戦闘になり、捕虜たちの存在もあって追い込まれるも、覚醒した自身の能力と、オクタビオや駆け付けたリサリサの協力によって撃破した。
アルホーンが消息を絶って以降は、諜報活動を行いその居場所を探ってきた。財団がアマゾン奥地のカルテルの情報を仕入れ乗り込みに行った際は同行し、数少ない能力が使える職員として戦闘を担い、リサリサのバックアップもこなした。
夜のみだらな鳥（エル・オブセノ・パハロ・デ・ラ・ノーチェ）
サーシャの能力。略して「鳥さん（エル・パハロ）」「群れ（レバーニョ）」などと呼称される。小さい鳥たちからなる群体型のビジョンを持ち、発現当初は雛鳥の姿だったが短時間で成長し、ヤマセミやカッコウ、インコといった様々な種類の鳥に変化した。いずれも現実の鳥とは体色や形質が異なり、くちばしや羽にある絹のような光沢や、各個体の胸部や喉に共通する幾何学模様などが特徴。総数は明言されていないが、第3章時点で「全体の数を把握しきれないほど」の個体がいる。
能力としては、各個体をサーシャの目的に沿って動かすことが出来る。実在の鳥類と同じく飛翔可能で、機動力と持続力が高くサーシャから1km以上離れて活動できる遠隔操作型である。雑食であり餌を巡って個体同士で争い始めることがある他、排泄行動を行うためサーシャが周囲が汚れることもある。また鳴き声だけはラ・マラビジャスの使い手以外にも聞こえる模様。
ウェルメル・ドミンゴ
財団の研究部門に所属する内勤の職員。端正な顔立ちをしている男性。
アキ・マルセラ・デ・ラ・ベーガ
中南米で活動する考古学者であり、財団嘱託の調査員。日系ペルー人の女性で、恰幅のよい体格と半月型のメガネが特徴。
グスターヴ・シャウロ・メッシーナ
リサリサ直属の特殊調査官である男性で波紋使い。サーシャと共にアルホーンのアジトに幽閉されており、「矢」に射抜かれたもののラ・マラビジャスを発現させることは無く、そのまま衰弱死した。

#### その他のラ・マラビジャスの使い手
ファビオ・ウーブフ
がっしりした体格に濃い髭を生やしたインディヘナの男。30歳。「見えない銃弾」を操り連続殺人を起こしていた犯人。正体が判明するまでは「アンティグアの怪物（モンストロ）」と呼ばれており、スピードワゴン財団が確認する限りラ・マラビジャスを観測した最初の人間である。
カトリックの全寮制学校で初等教育を受けたが、故郷の村でゲリラ兵を匿ったとされた母親、弟、妹が公開処刑された過去を持つ。その後出国を試みるも密入国の請負屋に騙され、無一文でアンティグアに流れ着いた。孤独な葛藤を抱えるうちに、家族や先住民が救われなかった理由を、異国の神を信仰するキリスト教に見出し、憎むようになる。事件を起こす数カ月前には働いていた工場を解雇された。
聖週間のパレードが行われるアンティグアで、蠅の王を用いて大混乱を引き起こすが、現場に間に合ったリサリサによって蠅を無力化される。なおも体内に隠していた蠅でリサリサを襲おうとするがこれもいなされ、直接波紋を流し込まれ再起不能となる。
蠅の王（エル・シニョル・デ・ラス・モスカス）
ファビオの能力。「昆虫の複眼をそなえた王侯貴族」のようなビジョンを持つ。
大量の蠅を自由自在に操ることが出来る。操る蠅は人間の肉や骨を断つほどまで硬質化し、凶暴化する。「見えない銃弾」の正体であり、ファビオはこの能力を用いて蠅を銃弾のように扱い、対象を撃ち抜いて殺害していた。
イザヘラ・メナ=メナ
グアテマラの中心部から離れた集落に身を潜めるメスティーソの少女。13歳。
家族とメキシコへ渡ろうとしたところをアルホーンと接触するが、騙されて「矢」で射抜かれ、家族の中で彼女のみが生き残った。能力が発現した後は一時的に監禁され、その後は彼らに召使いのように働かされており、集落を探りに来る人間がいたら襲撃するように言われていた。
請負屋を探りに集落を訪れた調査団を、自身の能力で襲撃する。能力の性質上身を隠していたが、オクタビオに発見された後は、数人の同じく未成年の子供たちと共に財団の保護下に入り、アルホーンのことを証言する。
石蹴り遊び（ホップスコッチ）
イザヘラの能力。チョーク型のビジョンを持つ。
チョークで囲った範囲内を複数の接地点で接触した対象を落とし穴に引きずり込むことが出来る。人間がこの落とし穴を回避する場合、常に片足立ちをしていなければならない他、車など人間以外の物体であっても接地点が2つ以上であれば同じように能力が発動する。この能力を広範囲にわたって持続させることは出来ないようで、本体であるイザヘラに近い落とし穴ほど深く大きいものになる。
ピスコ
ペルーのチチカカ湖に居住するウル族の男性。年齢は20代とみられ、片腕にはインカをモチーフにした刺青がある。サン・フアン・デ・ルリガンチョのアジトで救出された人質の1人であり、アルホーンに「矢」で射抜かれてラ・マラビジャスを発現させた。能力を上手く制御できず身体に異常をきたすようになり、それによって家族とも離れ、1人分の浮島で過ごしていた。
能力の暴走によって性格はやさぐれ、荒れた生活を送っていた。リサリサが会いに来た当初も投げやりな態度であたっていたが、リサリサが波紋を用いてピスコの体内を整え、「あとはあなた次第」と意識を変えるよう諭した結果、能力の暴走が止まりラ・マラビジャスの呪縛から解き放たれた。その後、リサリサの頼みを聞き、かつて自らを射抜いた「矢」を能力によって生成し、ザ・ハウス・オブ・アースを引き出す。
血の祭り（ヤワル・フィエスタ）
ピスコの能力。「鉛管の骨組みでできたタツノオトシゴ」、「搾乳機のような胴部に四つ脚が生えた」ようなビジョンを持つ。
ピスコの肌と接触し傷口を創る等といった形でその血と混ざり合ったものが、皮膚の下に結石として現れる。過去に接触したものも生み出すことが可能である。この能力の暴走によってピスコは全身の皮下組織にこぶ状の腫瘍などが形成され、人としての様相を失うほど外見を狂わされていた他、生きた魚が暴れ回って膀胱に噛みつき排泄が制御できなくなるといった事態に見舞われていた。リサリサとの一件以降、体内に溜まっていた結石を排出し、その能力を制御できるようになったとみられる。

## 用語
驚異の力（ラ・マラビジャス）
波紋とは異なる、人間に発現する新たな特殊能力のこと。作中では他にも「新たな脅威（ヌエバ・マラビジャス）」「絶叫する魂（アルマ・グリタンド）」「悪霊（ファンタスマ）」「幽体（アストラル）」「怪物（モンストロ）」など様々な呼称が存在している。原作の「幽波紋（スタンド）」にあたる言葉であり、作中ではまだスタンドと名前が付く前であるためこう呼ばれている。
セルバ・カルテル
アマゾンの奥地で領地を拡大させる反社会組織。
広さはおよそ5km四方で、無限の王の能力により周辺地帯には「夜」が続いている。中心部には大規模なコカインの農場があり、栽培されたものがブラジルやペルーへ輸出されている。農場で働くのは先住民が多いが、カルテルを守る用心棒はゲリラからの流入者や犯罪者、請負屋などを中心に多種多様な人種がかき集められており、その全員がラ・マラビジャスの使い手とみられる。
80年代以降、飛行機を調達し薬局チェーンを買収したことでサプライチェーンを作り上げ、南米の麻薬流通を取り仕切るようになる。年間50億ドルもの収益を上げており、官吏の買収や極左武装組織との協定などを行い政治力も備えている。麻薬のみならず、現地で採掘したコバルトを他国の軍事組織に売る、要人を誘拐し身代金を要求するといった手法でも資金を集める。

## 書誌情報
- 真藤順丈（著）・荒木飛呂彦（original concept）、『ジョジョの奇妙な冒険 無限の王』集英社（ジャンプ・ジェイ・ブックス）、2024年4月18日発売、ISBN 978-4-08-790166-5